# کبریت کتابی

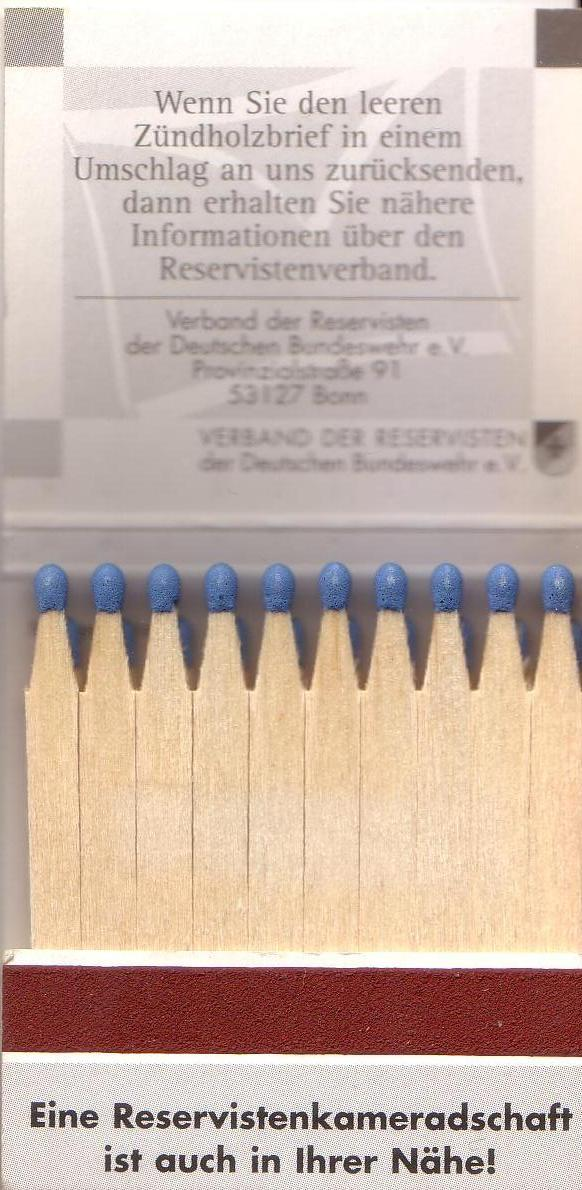
کبریت کتابی در حالت باز

کبریت کتابی نوعی بسته‌بندی و شکلی خاص از کبریت است که از یک مقوا تا شده تشکیل یافته‌است. که به آن کبریت بغلی یا جیبی نیز گفته میشود. کبریت‌های داخل جلد مقوایی، از چوب خیلی نازک بوده و نسبت به کبریت‌های قوطی شکل به صورت قابل توجهی پهن‌تر ولی نازک تر هستند. پس از باز کردن تای مقوا کبریت‌ها نمایان و قابل دسترس هستند. کبریت‌ها به شکل شانه-مانند کنار هم چسبیده شده‌اند. برای استفاده از یک عدد کبریت باید آن را از بدنه مقوا به شکل پاره کردن، جدا نمود. اوج فعالیت کارخانه‌های سازنده کبریت کتابی دهه ۱۹۴۰ و ۱۹۵۰ میلادی بود که با توسعه فندک بعداً کاهش پیدا کرد.

## جستار های وابسته
- کبریت
- تاریخچه کبریت در ایران